# Ma tante fait de la peinture
Ma tante fait de la peinture est un film muet français réalisé par Jean Durand et sorti en 1912.

## Fiche technique
- Réalisation : Jean Durand
- Scénario : Jean Durand
- Société de production : Société des Établissements L. Gaumont
- Édition : CCL
- Pays : France
- Format : Muet - Noir et blanc - 1,33:1 - 35 mm
- Métrage : 135 m
- Genre :  Comédie
- Date de sortie : 
  -  France : 26 janvier 1912

## Distribution
- Lucien Bataille : Zigoto
- Gaston Modot